# Радости среднего возраста
«Радости среднего возраста» — советский фильм 1986 года снятый режиссёром Лембитом Ульфсаком на киностудии «Таллинфильм».

## Сюжет
Две супружеские пары, достигнув среднего возраста, ощущают душевную неустроенность — что-то не так в жизни, нет счастья. В семье Рауд жена когда-то была певицей, но ушла со сцены ради спортивной карьеры мужа, которая не заладилась и муж стал искать утешение в вине. Семья Лооритс после того как муж погнался за деньгами и забросил семью, тоже рушится. По совету бойкой подружки Хелены, увлекающейся эзотерикой, они решают отправиться за советом к местному колдуну-целителю… итак, пять человек, на двух машинах — «Волге» Тыну и «Таврии» Хелены — отправляются в дорогу…

## В ролях
В главных ролях:
- Тыну Карк — Тыну Лооритс
- Мария Кленская — Пилле Лооритс
- Кайе Михкелсон — Хелена
- Юлле Кальюсте — Сильва Рауд
- Лембит Ульфсак — Хуберт Рауд

В эпизодах:
- Арво Кукумяги — тракторист Юри
- Айре Йохансон — жена Юри
- Хендрик Тоомпере-мл. — студент Отт
- Эне Ярвис — подруга Хелены
- Хейно Мандри — дядя Рауд
- Лейда Сибул — мать Сильвы
- Энн Краам — инспектор ГАИ
- Велло Янсон — инспектор ГАИ
- Паул Лаасик — милиционер
- Вяйно Лаес — мужчина в универмаге
- Мерле Тальвик — продавщица универмаге
- Роман Баскин — клиент Тыну
- и другие

## Съёмки
ЗАЗ-1102 «Таврия», на котором ездит героиня Юлле Кальюсте, был запущен в серию и поступил в продажу только через год после съёмок фильма. Автомобиль в фильме был тестовым, и актриса была официально оформлена как водитель-испытатель.